# الملكية في موناكو
ألبير الثاني (ألبير ألكسندر لويس بيير غريمالدي؛ ولد في 14 مارس 1958) هو أمير موناكو، وقد تولى الحكم منذ عام 2005.
وُلد في قصر الأمير بموناكو، وهو الابن الذكر الوحيد للأمير رينيه الثالث والأميرة غريس. التحق بثانوية ألبرت الأول قبل أن يدرس العلوم السياسية في كلية أميرست. في شبابه، شارك في منافسات الزلاجات الجماعية في نهائيات الأولمبياد الشتوية قبل أن يعتزل عام 2002.
عُيّن ألبير وصيًا على العرش في مارس 2005 بعد مرض والده، وأصبح الأمير الحاكم بعد وفاة الأخير بأسبوع. منذ اعتلائه العرش، عُرف بمواقفه البارزة في مجال حماية البيئة، ودعا إلى الحفاظ على المحيطات، واعتماد مصادر الطاقة المتجددة لمواجهة التغير المناخي العالمي. في عام 2006، أسس "مؤسسة الأمير ألبرت الثاني لموناكو" لجمع التبرعات وتنفيذ مبادرات تهدف إلى الحفاظ على البيئة وتعزيز الاستدامة البيئية.
بلغت قيمة ثروته في عام 2010 نحو مليار دولار أمريكي، وهو يمتلك أسهماً في شركة "Société des Bains de Mer" التي تدير كازينو موناكو والعديد من المنشآت الترفيهية في الإمارة. في يوليو 2011، تزوج الأمير ألبير من السباحة الأولمبية الجنوب إفريقية شارلين ويتستوك. لديه أربعة أبناء: جازمين، ألكسندر، غابرييلا، وجاك.

## قوة الأمير
تُعدّ موناكو، إلى جانب ليختنشتاين ومدينة الفاتيكان، واحدة من ثلاث دول فقط في غرب أوروبا حيث لا يزال للملك دور نشط في السياسة اليومية.
يمارس أمير موناكو سلطته وفقًا للدستور والقوانين. يُمثّل الأمير الإمارة في العلاقات الخارجية، ويجب أن يتفق الملك والمجلس الوطني على أي تعديل، سواء كان كليًا أو جزئيًا، للدستور.
تُقسم السلطة التشريعية بين الأمير الذي يشرع القوانين، والمجلس الوطني الذي يصوّت عليها. تحتفظ السلطة التنفيذية بالملك، الذي يمتلك حق النقض (الفيتو) على جميع التشريعات التي يقترحها المجلس الوطني.
يتحمل وزير الدولة ومجلس الحكومة المسؤولية المباشرة أمام الأمير عن إدارة الإمارة.
تعود السلطات القضائية أيضًا إلى الملك. ينص الدستور الحالي على أن الأمير لديه السلطة الكاملة في المحاكم والهيئات القضائية التي تصدر الأحكام باسمه أو باسمها.
وبموجب المادة 16 من دستور 1962، يمنح الأمير الأوامر والألقاب والتمييزات الأخرى باعتباره ينبوع الشرف لإمارة موناكو.
في عام 2005، أفادت صحيفة نيويورك تايمز بأن الولاء للعائلة الأميرية شديد؛ إذ قليلون من سكان موناكو من يرغبون في أن يُقتبس منهم قول أي شيء سلبي عن الملكية.

## التعويض
تتلقى العائلة الأميرية مخصصات سنوية من ميزانية موناكو، بلغت 43.5 مليون يورو في عام 2015.

## الألقاب والأنماط
يُلقب الأمير بلقب سموّه الأمير الهادئ. وعلى الرغم من أنه يُستخدم رسميًا فقط، يحمل الأمير أيضًا عدة ألقاب وراثية أخرى، بعضها يُمنح أحيانًا لأقاربه أو أزواجهم. بعض هذه الألقاب اندمجت مع تاج موناكو نتيجة اكتساب عائلة غريمالدي لعدة إقطاعيات؛ لم تعد هذه الألقاب تشير إلى ملكية أو سلطة إقليمية، رغم أن أمراء موناكو كانوا يملكون أراضٍ وقلاعًا كبيرة في فرنسا. معظم هذه الألقاب تم منحها أو الاعتراف بها من قبل مملكة فرنسا أو الدولة البابوية، وكان يمكن أن تنتقل فقط عبر الخط الذكوري؛ وبالتالي أصبحت هذه الألقاب منقرضة كألقاب فرنسية بعد وفاة الجد الأكبر للأمير ألبير، الأمير لويس الثاني، في عام 1949. بعد ذلك، تم إعادة إنشاء بعض هذه الألقاب ضمن الألقاب الموناكية المميزة.
الألقاب والأنماط الكاملة للأمير هي، بترتيب الأسبقية حسب الرتبة:
- أمير موناكو السيادي
- دوق فالنتينو
- دوق إستوتفيل
- دوق مازارين
- دوق ماين
- أمير شاتو بورسيون
- ماركيز باو (اللقب الذي يستخدمه الآن الأمير الوراثي جاك)
- مركيز شيلي-مازارين
- مركيز جيسكار
- مركيز بايلي
- كونت بولينيك
- كونت كارلاييد (اللقب الذي تستخدمه الآن الأميرة غابرييلا)
- كونت فيريتي، بلفور، ثان وروزمون
- كونت توريني
- كونت لوجيمو
- كونت كليد
- بارون كالفينت
- بارون بوي
- بارون لو لوثومير
- بارون هامبي
- بارون ألتكيرش
- بارون سان-لو
- بارون ماسي (اللقب الذي يستخدمه الآن كريستيان لويس دي ماسّي، ابن الأميرة أنطوانيت)
- سيد إيسنهايم
- سيد سان ريمي
- سيد ماتينيون

تتضمن جميع المراسلات الرسمية للقصر ضمائر مكتوبة بحروف كبيرة عند الإشارة إلى الأمير.
كان تقليدًا في موناكو أن يتم رفع العلم من فوق البرج في مكتبه عندما يكون الأمير حاضرًا في موناكو. أما الأمير الحالي فيرفع العلم سواء كان حاضرًا أم لا، مفضلاً إبقاء مكانه خاصًا.
موناكو محمية رسميًا من قبل فرنسا، وفقًا للاتفاقيات المحددة في معاهدة فرساي عام 1919.